# Jetta (Automarke)
Jetta ist eine im Februar 2019 begründete Automobilmarke der Volkswagen AG für den Markt der Volksrepublik China.

## Hintergrund
Der Ursprung der Marke entstand in den 1970er Jahren mit dem Volkswagen Jetta, der mit dem Jetta Night nun eine Eigenmarke stellt. Die offizielle Markteinführung für China war im September 2019. Im Jahr 2023 gab es Gespräche mit Leapmotor über eine Kooperation zur Produktion von Elektroautos unter der Marke Jetta.
FAW-Volkswagen mit Sitz in Changchun ist der Hersteller. Die Produktion erfolgt aber in einem Werk in der Stadt Chengdu. Etwa 200 Händler sollen bis Jahresende dann die Marke vertreten.

## Modelle
Zum Marktstart im September 2019 waren der VA3 und das Sport Utility Vehicle VS5 verfügbar. Der VS7 folgte 2020, der VA7 2024. Im Mai 2025 wurde das SUV VS8 präsentiert.

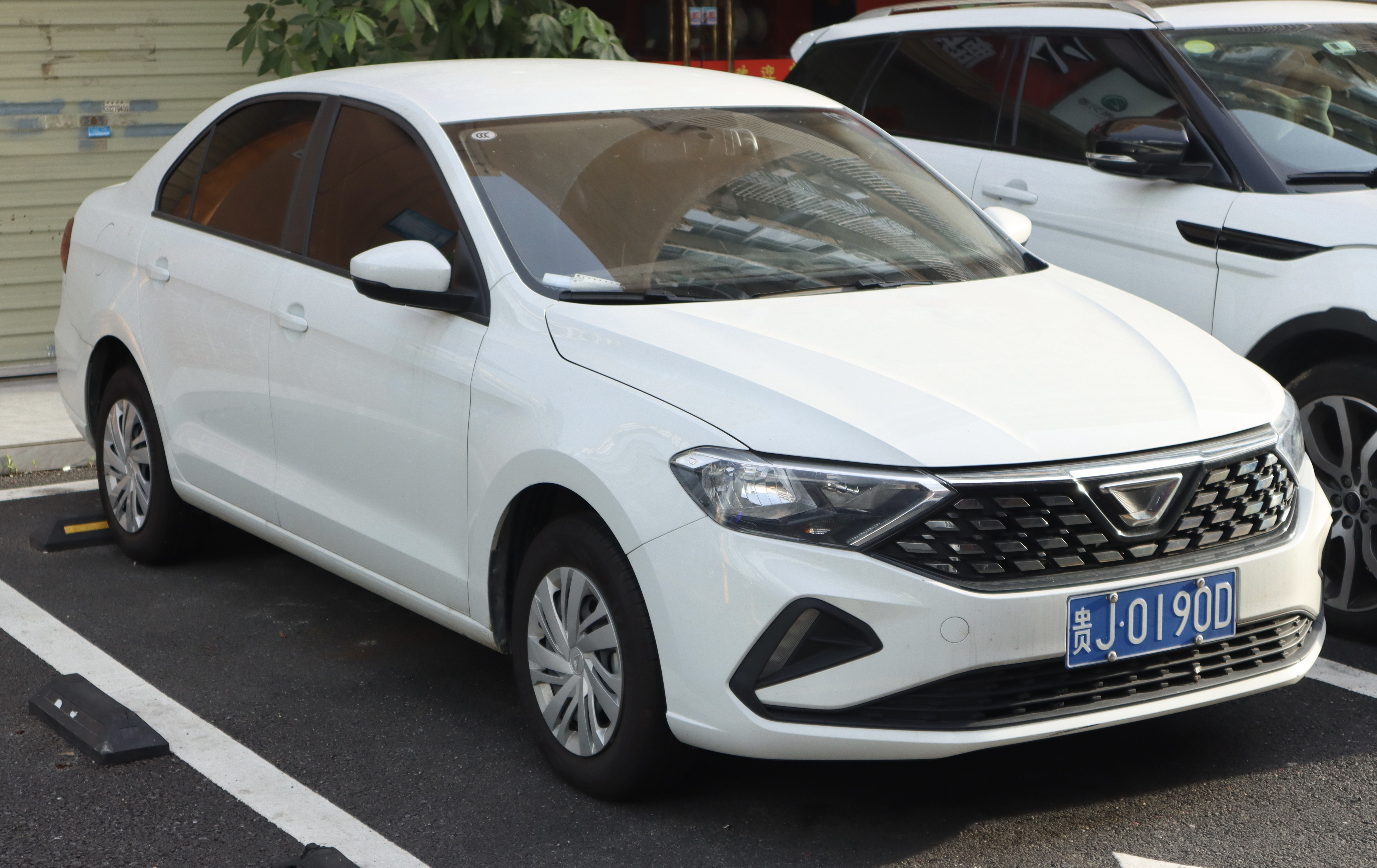
VA3
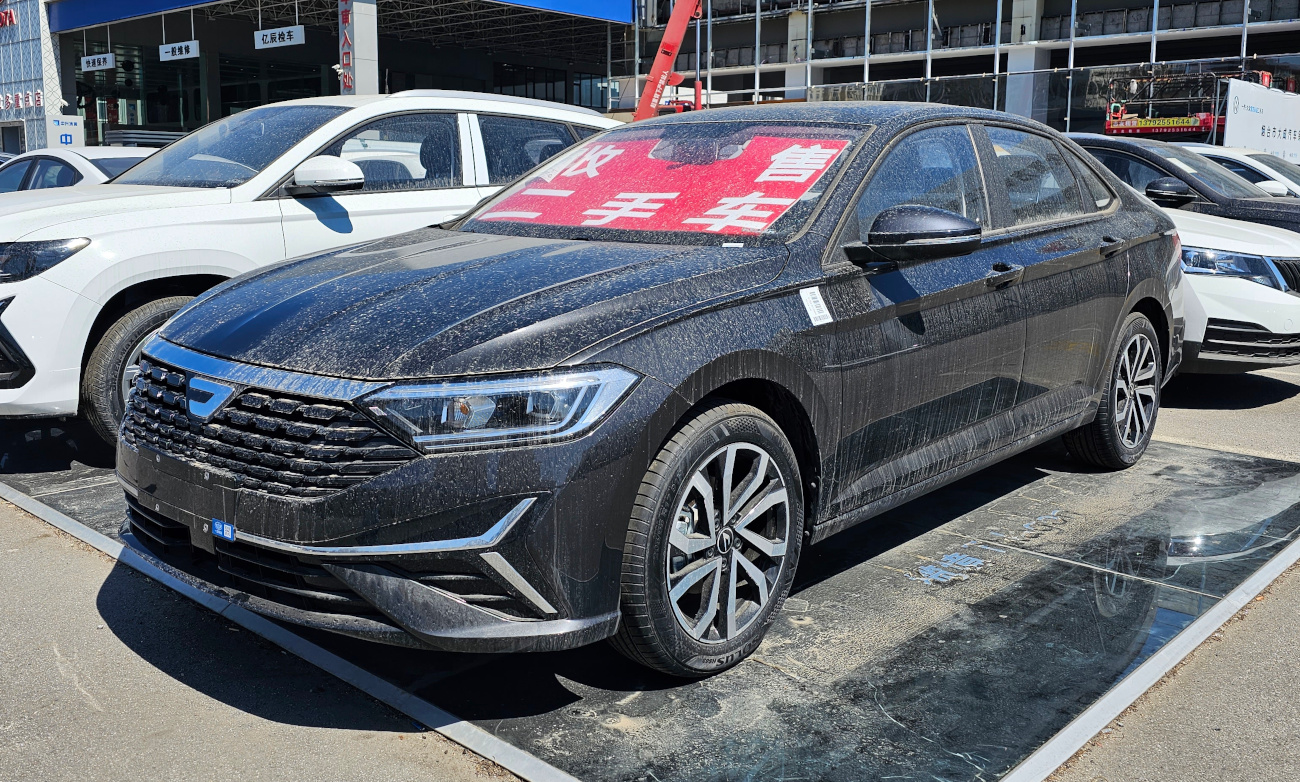
VA7
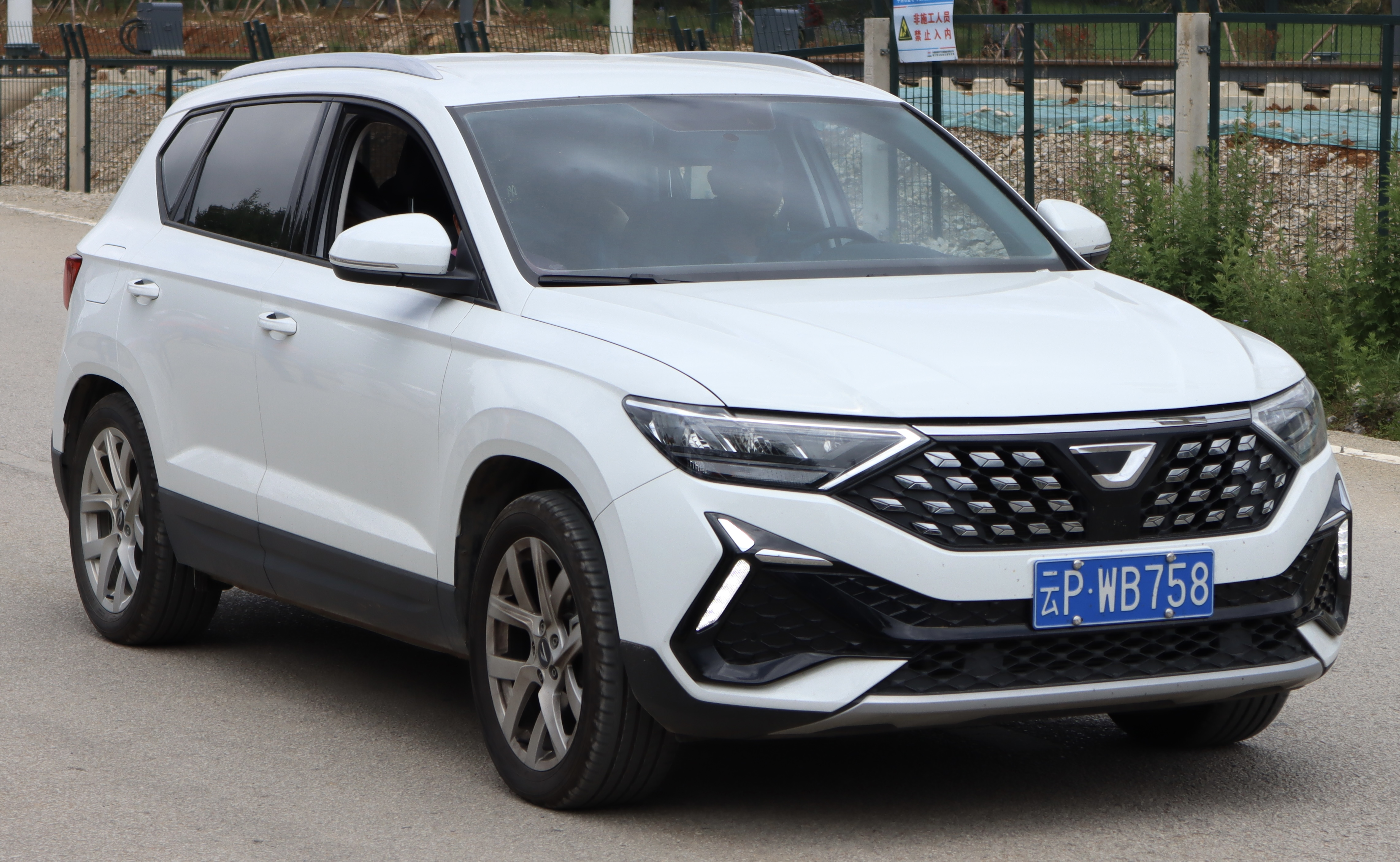
VS5
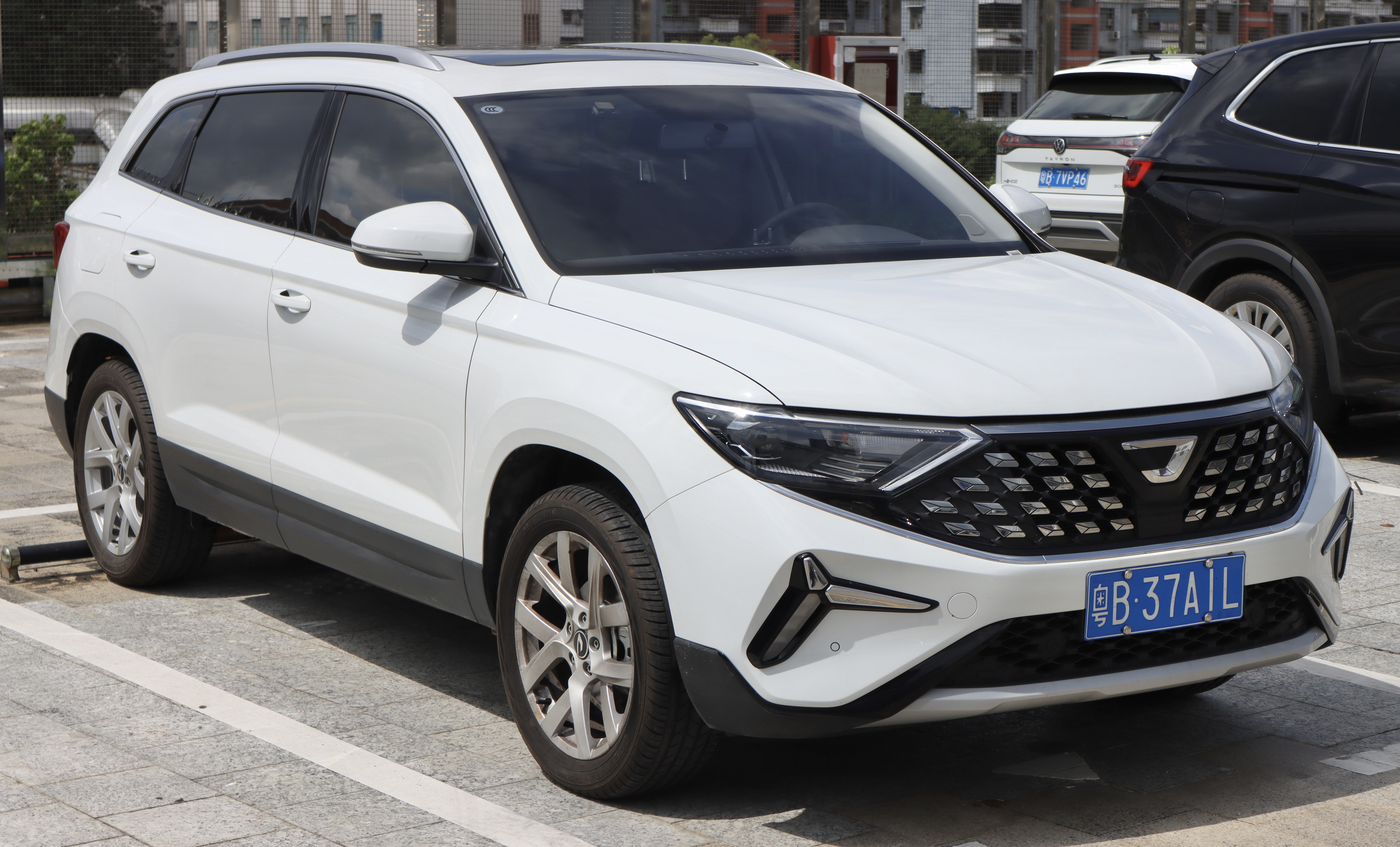
VS7
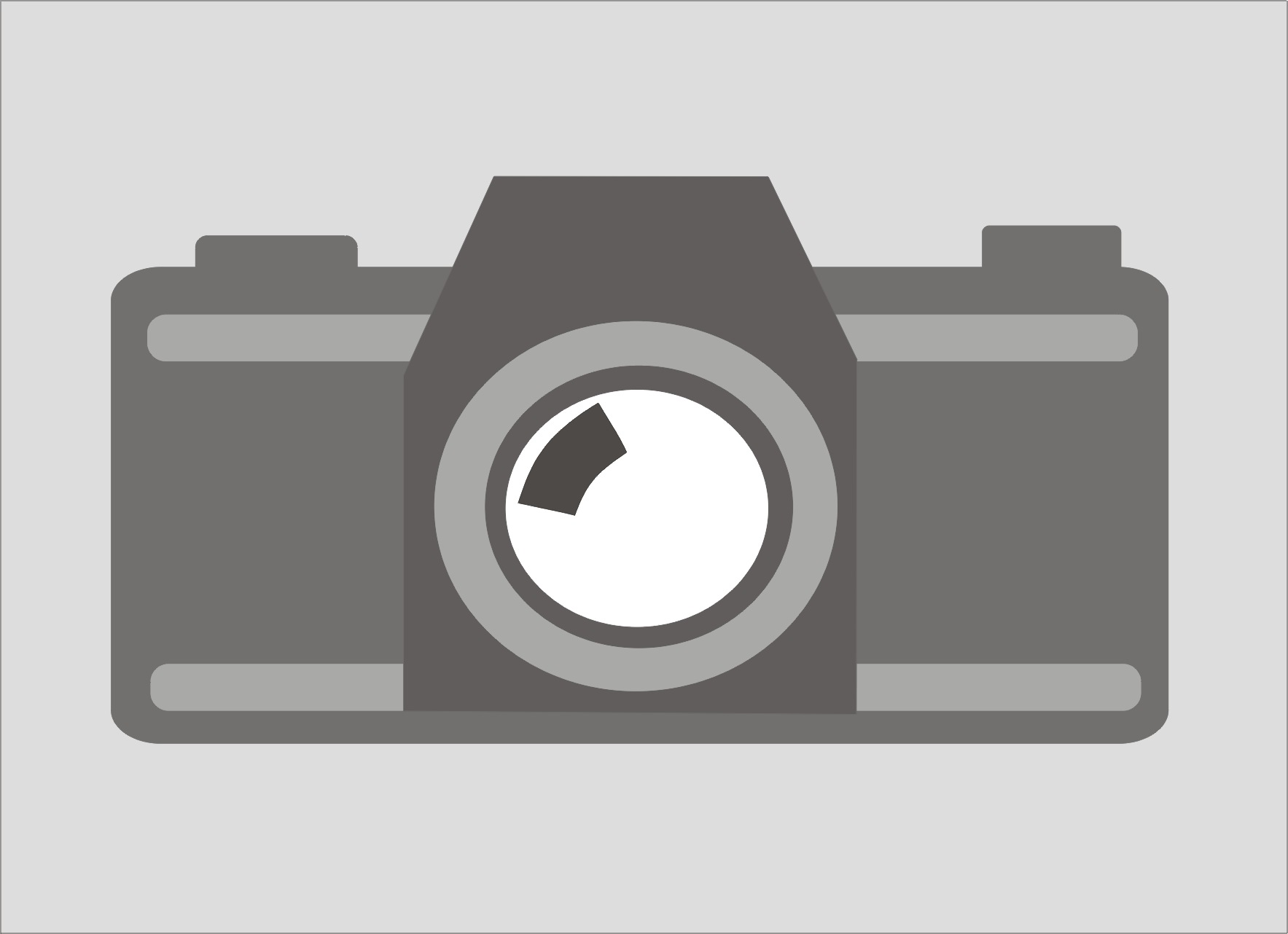
VS8

## Verkaufszahlen in China
Zwischen 2019 und 2022 sind in der Volksrepublik China insgesamt 656.985 Neuwagen von Jetta verkauft worden. Mit 220.381 Einheiten war 2021 das erfolgreichste Jahr. Nach einem Abfall im Vorjahr konnten im Jahr 2023 die Verkaufszahlen wieder um 10,3 % gesteigert werden.
| Jahr                             |      |  | Stück   |         |
| 2019                             | 2019 |  | 85.794  | 85.794  |
| 2020                             | 2020 |  | 204.530 | 204.530 |
| 2021                             | 2021 |  | 220.381 | 220.381 |
| 2022                             | 2022 |  | 146.280 | 146.280 |
| 2023                             | 2023 |  | 162.000 | 162.000 |
| Verkaufszahlen in China, Quelle: |      |  |         |         |